# Hieronimus Theodor Richter
Pour les articles homonymes, voir Richter.
Hieronimus Theodor Richter né le 21 novembre 1824 à Dresde dans le royaume de Saxe et décédé le 25 septembre 1898 à Freiberg en Saxe est un chimiste, métallurgiste et minéralogiste allemand de l'école des mines de Freiberg qui codécouvre l'indium en 1863 avec le professeur de chimie théorique et inspecteur des mines de Freiberg Ferdinand Reich.

## Une carrière de chimiste métallurgiste
Le jeune Richter, qui commence ses études de chimie dans une pharmacie par un simple apprentissage de commis, étudie de 1843 à 1847 à l'école des mines de Freiberg ou Bergakademie. Le compagnon étudiant du Corps Saxo-Borussia Freiberg est marqué durablement par l'enseignement du métallurgiste et chimiste Carl Friedrich Plattner (de).
Il en sort pour effectuer une première carrière de chimiste et de minéralogiste de terrain pour les sociétés minières, métallurgiques et sidérurgiques de Freiberg. Il est nommé au poste de chimiste aux aciéries, forges et usines métallurgiques de Freiberg à partir de 1853. Il représente et remplace déjà en 1857 le professeur Plattner puisqu'il est nommé au poste d'assesseur des services métallurgiques supérieures. 
Cet observateur et manipulateur de talent est rappelé, selon une conception de protection universitaire, vers 1860 par son ancien professeur de physique Ferdinand Reich pour effectuer des recherches en chimie des roches et des minerais. Il est nommé professeur de chimie (appliqué) et de métallurgie, fonction probablement technique et peu accaparante, responsable des techniques de soufflet à bouche, à l'école des mines de Freiberg. En réalité, Richter ambitionnait, fort de son parcours et de son expérience de devenir un professeur de métallurgie, avec une chaire réelle. 
Il contribue, comme véritable assistant de Reich qui dispose d'un gros budget de recherche et de techniques spectroscopiques pionnières, au premier pas de la chimie de l'élément indium.  Ricter est le chimiste manipulateur de la blende noire, à base de sulfure de zinc.
Pourtant, de 1866 à 1873, Richter reprend en plus la tête du laboratoire privé de métallurgie des entreprises de métallurgie de Freiberg. Par la suite, il se consacre à des conférences sur l'enseignement de la métallurgie et l'art des dosages et essais en métallurgie. En 1873, il devient enfin professeur de métallurgie et d'essais techniques.
La brouille peut-être larvée et tacite entre les deux associés Reich et Richter éclate lors d'un voyage à Paris de Richter à Paris, où ce dernier déclare à la presse française qu'il doit être considéré le véritable découvreur du métal indium. Reich qui apprend la nouvelle à Freiberg est consterné.
De 1875 à 1895, le professeur Richter est recteur à plein temps, c'est-à-dire qu'il exerce la fonction de directeur, de la Bergakademie. Il sera d'ailleurs le dernier à être nommé à vie. Malade, il démissionne en 1896. 

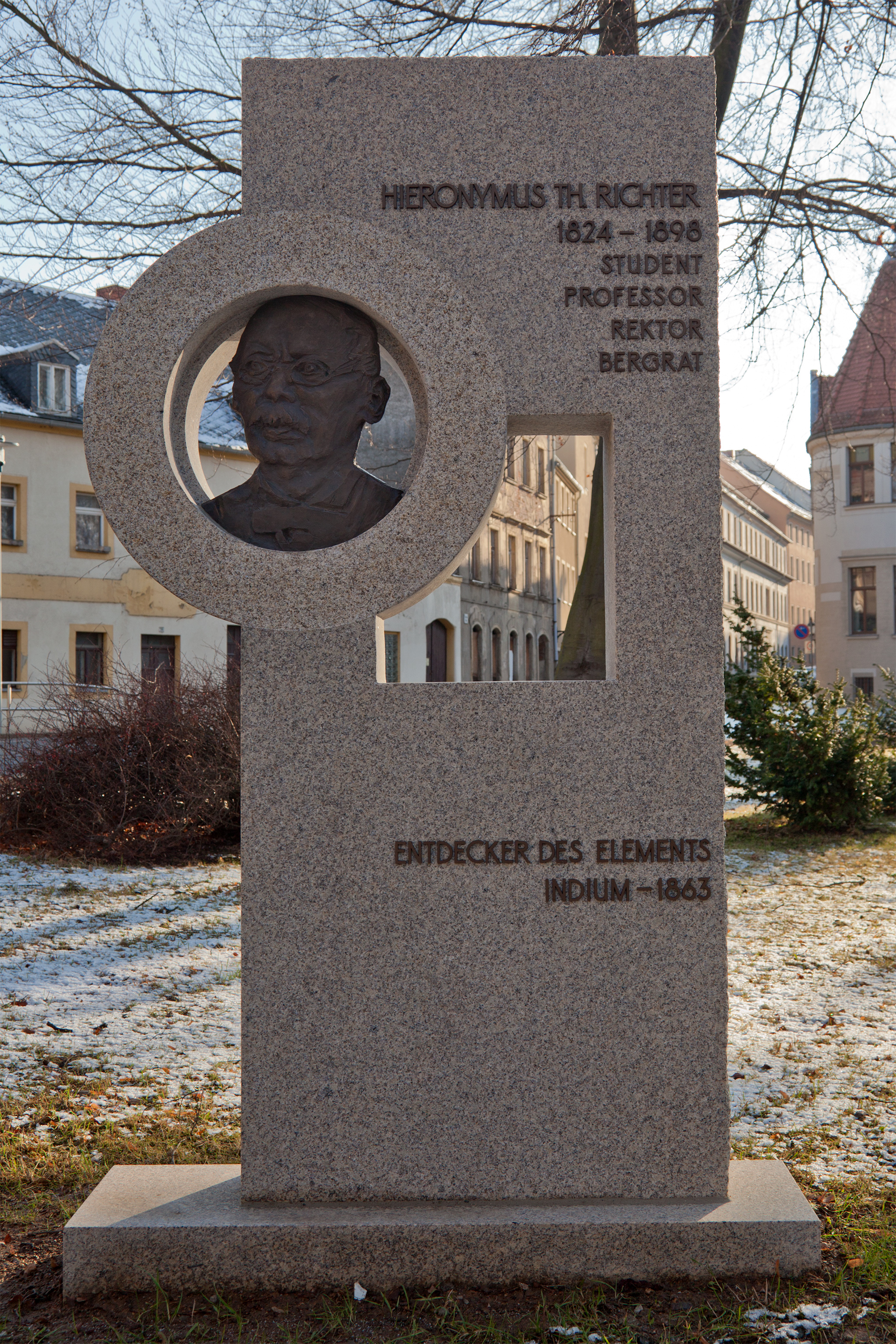
Monument dédié au professeur de métallurgie Richter, Wallstraße à Freiberg

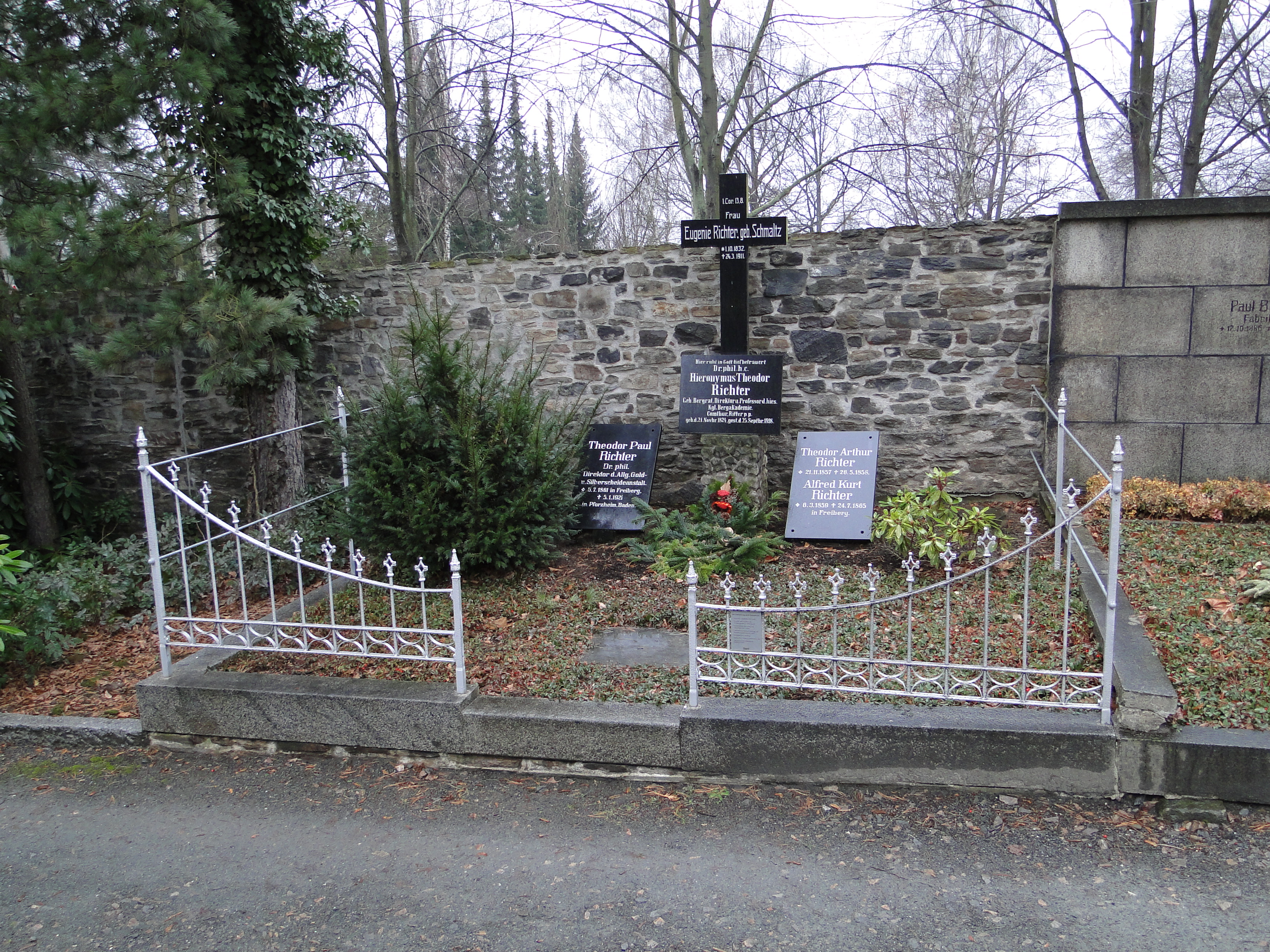
Tombeau de Richter à Freiberg

## Récompenses et honneur
En 1890, pour l'ensemble de ces contribution à la métallurgie, il est nommé membre de l'académie allemande des sciences léopoldine, dénommée Leopoldina. Décédé en 1898, il est enterré au cimetière de Donat de Freiberg.
En 1865, August Breithaupt dénomme en son honneur le minéral Richtérite

## Publications non exhaustives
- Vorläufige Notiz über ein neues Metall, in Journal für praktische Chemie, 89 (1863), S. 441–442.
- Über das Indium, in Journal für praktische Chemie. 90 (1863), S. 172–176 und 92 (1864) S. 480–485.
- Probirkunst mit dem Lötrohr (1865)